# Liu Liankun
 (mai 2023).
Liu Liankun (chinois simplifié : 刘连昆 ; chinois traditionnel : 劉連昆) (janvier 1933 - 15 août 1999), était un général de l'Armée populaire de libération qui a fourni à Taïwan des informations classifiées relatives aux missiles de la république populaire de Chine. Lors de la crise des missiles de 1996, le ministère de la Défense nationale de Taïwan a informé le public que les missiles tirés par la Chine utilisaient en réalité des ogives non armées. Cela a permis à Pékin de savoir que Taïpei avait une taupe de haut niveau en Chine continentale. Liu, un haut responsable de la logistique militaire chinoise, a été arrêté, traduit en cour martiale et exécuté en 1999.
Taïwan a confirmé que Liu était l'un de ses espions en 2018.